# Dora Marsden
Pour les articles homonymes, voir Marsden.
Dora Marsden, née le 5 mars 1882 et morte le 13 décembre 1960, est une anarcha-féministe, individualiste libertaire, suffragette, rédactrice en chef de journaux littéraires, et philosophe du langage.

## Biographie

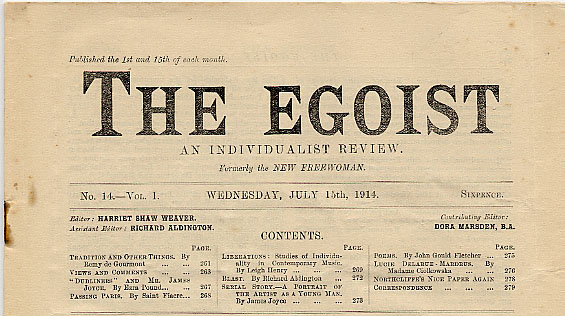
La manchette de The Egoist (1914)

En 1890, son père abandonne sa famille, après la faillite de son usine textile.
Elle étudie à l'Université de Manchester et travaille comme un enseignante.
Féministe radicale, elle est influencée par l'anarchiste allemand Max Stirner et est en relation avec Benjamin Tucker, partisan américain de l'anarchisme individualiste au XIXe siècle.
Elle commence à militer au sein de la Women's Social and Political Union, puis s’écarte du mouvement suffragiste afin de fonder des journaux qui lui permettent de donner voix à ses idées les plus radicales. Au cours des sept années qui suivent, Marsden dirige trois journaux d’avant garde. Elle y publie les premières œuvres de plusieurs modernistes Anglo-Americains et Français.
Elle édite entre 1911 et 1914 plusieurs magazines : The Freewoman, de novembre 1911 à octobre 1912 ; The New Freewoman, de juin 1913 à décembre 1913, et The Egoist, de janvier 1914 à décembre 1919.
L’importance de Marsden sur le modernisme littéraire a souvent été mis en doute, mais des articles plus récents soulignent son impact sur la naissance du modernisme. On l’a même comparé à une « sage femme délinquante qui aurait donné naissance à cette tradition littéraire ».

## Enfance

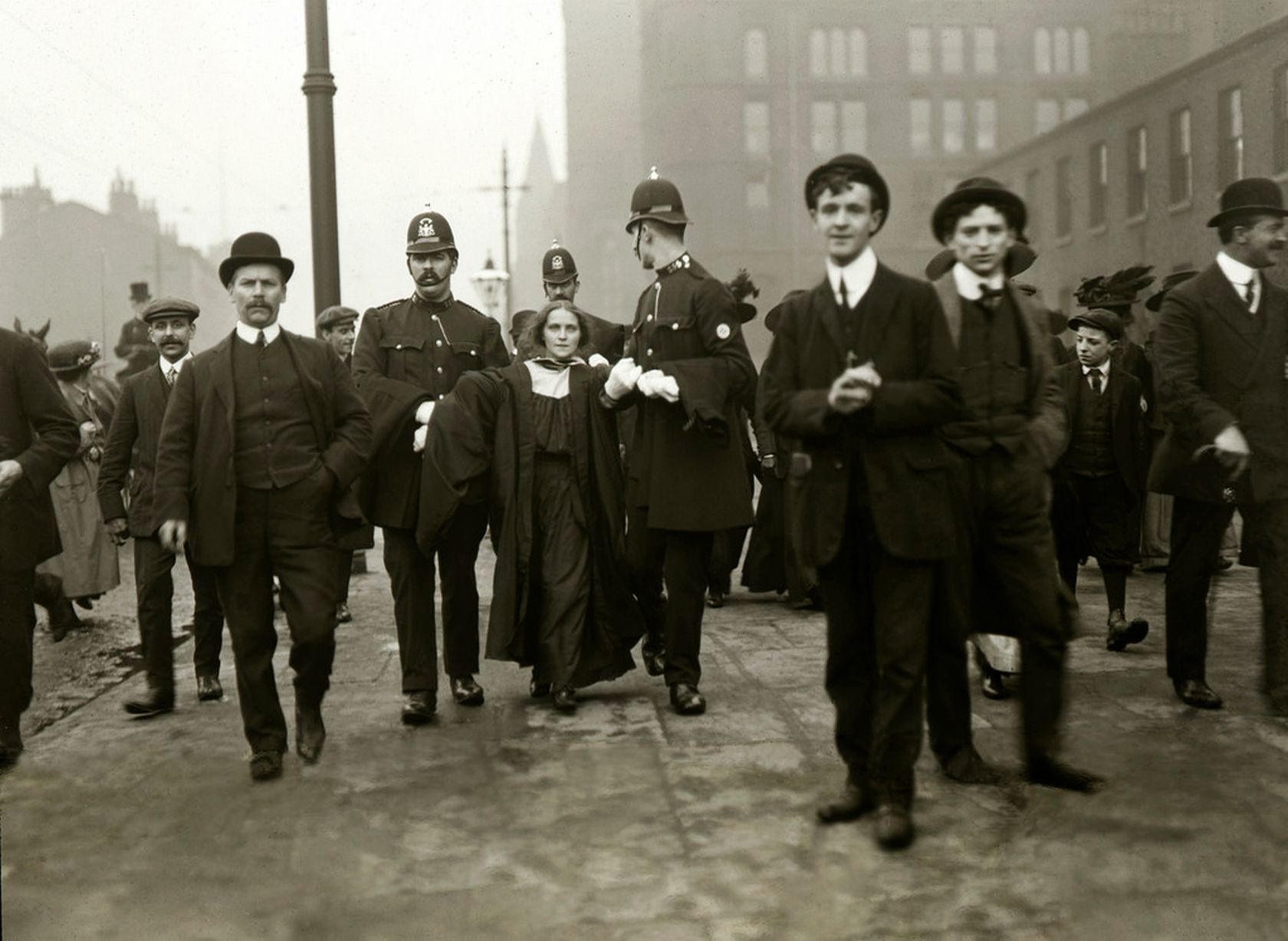
Arrestation de Dora Marsden le 30 mars 1909.

Dora Marsden est née le 5 Mars 1882, de parents ouvriers: Fred et Hannah, vivants à Marsden dans le Yorkshire. Des revers économiques dans l'usine de Fred le forcent à émigrer en Amérique, en 1890, et il s’installe à Philadelphie avec son fils aîné.
Hannah est couturière pour faire vivre les autres enfants. Bénéficiant de la Loi sur l'Éducation Élémentaire de 1870, Marsden est en mesure d’aller à l’école, en dépit de la pauvreté de sa famille. Elle est une élève brillante et travaille comme tutrice dès l'âge de treize ans, avant de recevoir une « Queen Scholarship » à dix-huit ans. Cela lui permet d’étudier au Lycée Owens de Manchester (qui devient par la suite l’Université de Manchester).
En 1903, Marsden obtient son diplôme et enseigne durant plusieurs années, pour finalement devenir la directrice du centre Enseignant-Élève d’Altrincham en 1908. Lors de son passage au Lycée Owen, Marsden fait la connaissance de Christabel Pankhurst, Teresa Billington-Greig ainsi que d’autres féministes de renom. Elle s’implique dans la branche militante des suffragettes de Manchester, qui prend de l’ampleur. Passionnée par la cause féminine, on la trouve « brave et de bel esprit », (expression utilisée par son biographe, Les Garner). Ce dévouement la pousse à commettre des actes de sabotages à plusieurs reprises.
En octobre 1909, elle est arrêtée avec d’autres membres de la Women’s Social and Political Union (WSPU), pour avoir interrompu le discours de leur alma mater alors qu’elles sont habillées en tenue de cérémonie, exigeant qu’il dénonce l’alimentation forcée des étudiantes, suffragettes, qui font la grève de la faim.
Quelques mois plus tard, elle s’infiltre dans le théâtre Southport Empire et se hisse à l’intérieur de son dôme, où elle se cache durant quinze heures pour invectiver Winston Churchill, (qui va bientôt devenir Secrétaire de l’Intérieur), venu faire un discours lors d’un meeting électoral.
Le dévouement de Marsden à la cause féminine lui vaut un emploi administratif dans le WSPU de Christabel et Emmeline Pankhurst, pour lequel elle quitte son poste d’enseignante en 1909.
Malgré sa passion pour le féminisme, ses idées fortes et son indépendance la mirent en conflit avec la direction du WSPU, qui la trouve impossible à gérer. En 1911, en accord avec les Pankhursts, Marsden accepte de quitter le WSPU. Déçue par cette organisation, mais toujours passionnée par le féminisme, elle cherche d’autres supports pour s’exprimer.

## Éditrice
Marsden ne fut pas la première Anglaise à protester contre la rigidité au sein du WSPU des Pankhursts : elle lance son propre journal: La Femme Libre (The Freewoman), qui expose des voix discordantes au sein des mouvements radicaux. Les journaux de Marsden reflètent sa mouvance politique et ses intérêts esthétiques.
À partir de 1911, Marsden s'intéresse de plus en plus à l'égoïsme et à l’individualisme anarchique, un glissement intellectuel dont le développement apparaît dans ses articles. Plusieurs penseurs anarchistes sont attirés par les mouvements avant-gardistes qui apportent le « modernisme ».
Alors que les critiques littéraires et les calendriers culturels apparaissent à l’occasion dans La Femme Libre à partir de 1913, ses journaux ne publient que des auteurs modernes. On trouve, parmi eux : A Portrait of the Artist as a Young Man de James Joyce, Tarr de Wyndham Lewis ainsi que plusieurs pages de Ulysse de Joyce. D’autres auteurs suivent:  Ezra Pound, H.D., William Carlos Williams, Richard Aldington, Amy Lowell, D. H. Lawrence et T. S. Eliot.

### La Femme Libre
Ce magazine dure peu. Marsden l’avait créé pour critiquer le WSPU des Pankhurst. Selon elle, cette organisation se centralise beaucoup trop sur les femmes de classe moyenne. Cette revue explorait également le milieu littéraire de Londres et offrait un lieu de discussion entre féministes et autres groupes aux idées bien arrêtées. La Femme Libre est également célèbre pour les publicités ouvertement féministes apparaissant dans ses pages. On y trouvait des annonces pour des agences en brevets, orientés vers les femmes, pour une banque, et pour une boutique internationale sur le thème du suffrage.
Cette revue parlait également de sujets controversés tels que le mariage et l’amour libre, que Marsden et d’autres auteurs encouragent. Selon Marsden, la monogamie avait quatre pierres angulaires: l’hypocrisie des hommes, la résignation sourde des femmes célibataires, la déchéance gênante des prostituées et le monopole des femmes mariées. L’écrivain Rebecca West allant jusqu'à écrire que, en donnant son corps à un homme, obligeant ce dernier à lui apporter un soutien financier, la femme concluait un marché scandaleux.
La Femme Libre publie aussi une série de cinq articles, rédigés par Marsden. Ceux-ci explorent l’idée qu’on avait forcé les femmes à réprimer leur appétit pour la vie et qu’il en résulte une vie dédiée uniquement à la reproduction. Ceci la pousse à critiquer de nouveau le mouvement des Suffragettes et leur image de petites bourgeoises pures. Cette revue fait faillite et est relancée sous le nom de La Nouvelle Femme Libre.

### La Nouvelle Femme Libre
Cette revue abandonne le point de vue radicalement féministe pour adopter une opinion idéaliste, anarchique et orientée sur l’expérimentation littéraire. Les publicités audacieuses sont remplacées par des annonces simples, sans images. À la suite de cette nouvelle approche, Marsden, fortement influencée par Ezra Pound, développe un point de vue différent sur l’égoïsme en tant que philosophie.
Ces deux revues sont également influencées par Rebecca West et Mary Gawthorpes. Celles-ci augmentent le tirage de La Nouvelle Femme Libre en offrant un contenu plus littéraire. Cette revue ne dure cependant pas longtemps, et évolue vers une autre publication: L'Égoïste.

### L'Égoïste
Inspiré par Max Stirner, philosophe égoïste du dix neuvième siècle, le titre de cette revue est choisi par Marsden et Ezra Pound, ce dernier s'intéressant de plus en plus à la poésie et à la politique. Le mot « égoïste » est associé à l’époque à Friedrich Nietzsche et Maurice Barrès. Lorsque le livre de Stirner, intitulé The Ego and its Own (L'Unique et sa propriété) est publié, Marsden ne l’examine que partiellement. Elle fait cependant l’éloge de ce livre et écrit deux articles sur les concepts développés par Stirner. Dans le numéro de Septembre 1913 de La Nouvelle Femme, elle décrit le livre de Stirner ainsi : « L’ouvrage le plus puissant qui ait jamais émergé de l’esprit humain ». Elle renie cependant cette phrase plus tard, car elle est en désaccord avec Stirner sur la nature de Dieu. Le philosophe voit Dieu comme une idée répressive, imposée par la société afin de contrôler les individus. Pour Marsden, Dieu est une invention du Soi, pour essayer de comprendre et dominer le monde, faisant de lui une idée positive et libératrice.

## Ezra Pound
Poète né dans l’Idaho le 30 octobre 1885, il étudie la littérature et les langues. Tout comme Marsden, il défend ses idées sans restrictions. Pound devient un auteur à succès dès 1909, avec des titres tels que Personae et Exultations. Il se fait également critique littéraire pour L'Égoïste, qu’il oriente vers les poètes imagistes. Ceci est très positif pour la revue, qui dure quatre ans. Cependant, sur la fin, le tirage passe de 2 000 copies à tout juste 500.
Il fait un discours pro-fasciste en Italie durant la Seconde Guerre Mondiale, qui mène à son arrestation. 

## Héritage philosophique
En 1920, Marsden se retire de la vie littéraire et politique, et passe quinze années dans la solitude. Durant ce temps, elle rédige un opus magnum sur la philosophie, les mathématiques, la physique, la biologie et la théologie.
Il est publié par Harriet Shaw Weaver en deux volumes, sous le titre: The Definition of the Godhead en 1928, et Mysteries of Christianity en 1930 (Définition de la Divinité en 1928, et Mystère de la Chrétienté en 1930).
Cet ouvrage volumineux est très mal reçu. Elle fait une dépression nerveuse en 1930. Celle-ci empire lors du décès de sa mère en 1935. Ses humeurs fluctuent entre une vue très optimiste ou très pessimiste de ses écrits, qui tournent au délire. 
En 1935 elle est admise au Crichton Royal Hospital de Dumfries, où elle passe le reste de sa vie, souffrant d’une grave dépression. 
Marsden meurt d’une crise cardiaque en 1960.

## Notices
- Notices d'autorité :   - VIAF
  - ISNI
  - IdRef
  - LCCN
  - GND
  - Pays-Bas
  - Israël
  - NUKAT
  - Tchéquie
  - WorldCat